# 「不屈の民」変奏曲
「不屈の民」変奏曲（ふくつのたみ へんそうきょく、原題:「団結した民衆は決して敗れることはない The People United Will Never Be Defeated!」）は、フレデリック・ジェフスキー作曲、ピアノ独奏のための音楽作品。

## 概要
1975年に作曲。演奏時間は1時間に及ぶ大作、ただしカデンツァを抜くと初演者の演奏では50分弱である。表題は「団結した人民は不屈である」とも。
チリの作曲家、セルヒオ・オルテガによって作曲された革命歌「不屈の民」をもとに作曲された36の変奏からなる変奏曲で、現代音楽作品の中では異例の人気を誇る楽曲の一つである。卓越したピアニストである作曲家本人の4度にわたる音盤の自作自演でも知られている。
この変奏曲は、アメリカ建国200年記念音楽祭においてケネディ・センターで行われたリサイタルでベートーヴェンの「ディアベリ変奏曲」に組み合わせる作品を求めたピアニスト、ウルスラ・オッペンスの委嘱で、1975年9月から10月にかけて書かれた。オッペンスにより1976年初演。同音楽祭では田崎悦子がジョージ・ロックバーグ作曲の「パルティータ変奏曲」を初演している。
ニ短調の主題の後、ロマン派からジャズ、現代音楽に至る様々な手法で主題が展開され、最終変奏の後にカデンツァ（「任意の即興演奏、5分程度続けて」と指定されている）を挟んで、主題が回想されて終結する。
オッペンスの録音ではカデンツァは入っていないが、ジェフスキーやアムランなどの作曲も行う演奏家たちは自作のカデンツァを披露している。

## 楽譜
全音楽譜出版社 / ジェフスキー 「不屈の民」変奏曲 ISBN 4111614108

## 録音
- フレデリック・ジェフスキー（ピアノ）イタリア Edizioni Di Cultura Popolare – VPA 114 LP[3]
- フレデリック・ジェフスキー（ピアノ） スイス Hat Art CD 6066
- フレデリック・ジェフスキー（ピアノ）アメリカ合衆国 Nonesuch – 79623-2[4]
- フレデリック・ジェフスキー （ピアノ）アメリカ合衆国 VAI DVD 4440, Video recording from the 2007 Miami International Piano Festival.
- ウルスラ・オッペンス（ピアノ）アメリカ合衆国 Vanguard VSD 71248（LP）、OVC 8056（CD）、cv71248 (Cassette)[5]
- ウルスラ・オッペンス（ピアノ）アメリカ合衆国 Cedille Records – CDR 90000 158（CD）[6]
- マルカンドレ・アムラン（ピアノ）イギリス Hyperion CDA67077
- 高橋悠治（ピアノ）日本 ALM RECORDS AL 19（LP）、ALCD 19（CD）
- ラルフ・ファン・ラート（ピアノ）香港 Naxos 8.559360
- ダーン・ファンデバーレ（ピアノ）オランダ エトセトラ KTC 1589
- カイ・シューマッハー（ピアノ）ドイツ WERGO – WER 67302（CD）[7]
- オーレ・キーレリック（ピアノ）アメリカ合衆国 Bridge
- コリー・ハム（ピアノ）カナダ Redshift Records
- オムリ・シムロン（ピアノ）アメリカ合衆国 New Focus Recordings
- リ・サンウク（ピアノ) 韓国 Audioguy Classics ASIN: B00JVDADWM (2014)
- イゴール・レヴィット（ピアノ）アメリカ合衆国 Sony Music ASIN: B0128ZEVDG (2015)
- シュテファン・ドルーリー（ピアノ）アメリカ合衆国 New Albion NA063
- トマス・シュルツ（ピアノ）アメリカ合衆国 Wooden Fish Recordings (no number)
- クリストフ・ヒンターフーバー（ピアノ）オーストリア paladino music pmr 0037 (2012)
- nagiha (ヴァーチャル・ピアノ）日本 Aine Acoustics JASRAC 許諾番号 R-2000588 (2020[8])